# Carrubba (cognome)
Carrubba è un cognome di lingua italiana.

## Varianti
Carruba, Carrubo.

## Origine e diffusione
Cognome tipicamente centro-meridionale, è presente prevalentemente in Sicilia.
Potrebbe derivare dai toponimi Carruba e Carrubo, dall'arabo harrub, "carrubo".
Le varianti Carruba e Carrubo coprono il medesimo areale.

## Persone
- Maria Carrubba – ex calciatrice italiana
- Salvatore Carrubba – giornalista e scrittore italiano